# Echinococcus shiquicus
Echinococcus shiquicus ist ein parasitischer Bandwurm aus der Familie der Taeniidae. Als  Endwirt ist der nur auf dem tibetanischen Hochplateau beheimatete Tibetfuchs (Vulpes ferrilata) bekannt, 2023 wurde jedoch auch von Infektionen des Asiatischen Dachses (Meles leucurus) als Fehlwirt berichtet. Die Larven entwickeln sich in dessen Hauptbeute, dem Schwarzlippigen Pfeifhasen (Ochotona curzoniae). Für den Menschen ist dieser Bandwurm wahrscheinlich nicht pathogen.

## Merkmale

### Merkmale der Adulttiere
Wie andere Echinococcus-Arten besteht der ausgewachsene (adulte) Echinococcus shiquicus aus einem Kopfabschnitt, dem Scolex mit einem vorstülpbaren Rostellum und einem zweireihigen Hakenkranz, sowie daran anschließend den Bandwurmgliedern (Proglottiden). Die vorletzte Proglottis trägt bei geschlechtsreifen Tieren die männlichen Genitalien und die letzte enthält als eiertragende (weibliche) Proglottis etwa einhundert Eier, welche bereits reife Larven, sogenannte Onkosphären, enthalten.
|                                           | E. shiquicus  | E. granulosus | E. multilocularis |
| ----------------------------------------- | ------------- | ------------- | ----------------- |
| Körperlänge (mm)                          | 1,3 bis 1,7   | 2,0 bis 11,0  | 1,2 bis 4,5       |
| Segmentanzahl                             | 2 bis 3       | 2 bis 7       | 2 bis 6           |
| Länge der großen Haken am Rostellum (μm)  | 20,0 bis 23,0 | 25,0 bis 49,0 | 24,9 bis 34,0     |
| Länge der kleinen Haken am Rostellum (μm) | 16,0 bis 17,0 | 17,0 bis 31,0 | 20,4 bis 31,0     |
| Anzahl der Hoden                          | 12 bis 20     | 25 bis 80     | 16 bis 35         |

Die adulten Echinococcus shiquicus entsprechen in ihrer Anatomie weitgehend dem Fuchsbandwurm (Echinococcus multilocularis), Echinococcus shiquicus ist jedoch deutlich kleiner als die verwandten Arten. Adulte Tiere erreichen eine Körperlänge von 1,2 bis 1,7 Millimeter, während adulte Fuchsbandwürmer 1,2 bis 4,5 Millimeter und Dreigliedrige Hundebandwürmer (Echinococcus granulosus) sogar 2 bis 11 Millimeter lang werden. Sie besitzen zudem nur zwei bis maximal drei Proglottiden, während sowohl der Fuchsbandwurm als auch der Dreigliedrige Hundebandwurm bis zu sechs oder sieben Proglottiden haben können.
Auch die Haken im terminalen Hakenkranz, dem Rostellum des Scolex, sind deutlich kleiner als die der verwandten Arten und die Anzahl der Hoden der geschlechtsreifen Proglottis ist deutlich geringer. Auch bezüglich der Eianzahl, die bei Echinococcus shiquicus etwa 100 Eier und bei anderen Arten mehrere hundert Eier umfasst, unterscheiden sie sich. Weitere Unterschiede betreffen die Position des Genitalporus, der sich hier bei der geschlechtsreifen Proglottis nahe dem oberen Ende befindet, sowie die sackförmige eiertragende Proglottis mit einem unverzweigten Uterus.

### Genetische Merkmale
Echinococcus shiquicus wurde vor allem aufgrund von genetischen Unterschieden zu den bekannten Arten Echinococcus multilocularis und Echinococcus granulosus entdeckt und als eigene Art identifiziert. Dabei handelte es sich um verschiedene Gene der mitochondrialen DNA, wie cox1, nad1, atp6 und vor allem cob. Durch nachfolgende Untersuchungen sind heute weitere Anteile der mitochondrialen und der nukleären DNA (Kern-DNA) bekannt.

## Verbreitung

Verbreitungsgebiet des Tibetfuchses und damit zugleich die maximale Ausdehnung des Verbreitungsgebiets von Echinococcus shiquicus

Das Verbreitungsgebiet von Echinococcus shiquicus ist wahrscheinlich auf das Hochland von Tibet beschränkt, in dem seine Wirte leben. Da der Bandwurm bislang nicht in anderen Fuchsarten nachgewiesen werden konnte, die ebenfalls auf dem tibetischen Hochplateau leben (vor allem der Rotfuchs (Vulpes vulpes) und der Steppenfuchs (Vulpes corsac)), ist eine weitere Verbreitung unwahrscheinlich.

## Lebensweise und Lebenszyklus
Echinococcus shiquicus wurde als Larve bislang ausschließlich im Schwarzlippigen Pfeifhasen (Ochotona curzoniae) als Zwischenwirt und als Adulttier ausschließlich im Tibetfuchs (Vulpes ferrilata) als Endwirt nachgewiesen.
Der Lebenszyklus entspricht dem anderer Echinococcus-Arten: Die Füchse erbeuten Pfeifhasen, die mit den Finnenstadien von Echinococcus shiquicus infiziert sind, und nehmen mit dem Fleisch auch die in den Hydatiden enthaltenen Finnen auf. Diese entwickeln sich im Magen-Darm-Trakt der Füchse zu adulten Bandwürmern, die sich im Dünndarm des Fuchses, vor allem im Ileum, festsetzen und hier in den eiertragenden Proglottiden Eier produzieren. Der Fuchs kann als Endwirt von Hunderten bis Zehntausenden Bandwürmern befallen sein. Wie bei anderen Endwirten von Echinococcus-Arten ist auch bei dieser Art anzunehmen, dass eine Infektion erst bei einer sehr großen Anzahl von Bandwürmern eine negative Wirkung auf den Gesundheitszustand der Füchse hat.
Die mit Eiern gefüllten Proglottiden werden in das Darmlumen abgegeben und gelangen mit dem Kot der Füchse nach außen. Die Pfeifhasen nehmen die Proglottiden und die darin enthaltenen Eier mit verunreinigter pflanzlicher Nahrung auf und die Eier entwickeln sich zu Larven, den Onkosphären, die im Dünndarm in das Blutgefäßsystem übertreten und sich im Körpergewebe festsetzen. Hier bilden sie vor allem in der Leber und Lunge durch ungeschlechtliche Vermehrung einzelne, etwa 10 Zentimeter große Finnenblasen (Hydatiden), die der zystischen Echinokokkose des Dreigliedrigen Hundebandwurms entsprechen. Diese dürften bei den kleinen Pfeifhasen zwangsläufig zu einer starken gesundheitlichen Beeinträchtigung bis zum Tod führen, entsprechende Untersuchungen liegen allerdings bislang nicht vor. In den Blasen entwickelt sich die Metazestode als zweites Larvenstadium des Bandwurms. Die Metazestoden bilden durch eine ungeschlechtliche Fortpflanzung in der Blasenwand zahlreiche knospende Tochterlarven, die ausschließlich aus einem eingestülpten Kopf (Scolex) mit Sprossungszone bestehen und Protoscolices genannt werden. Tochterblasen in der Hydatide werden dabei nicht gebildet.

## Epidemiologie und Bedeutung für den Menschen

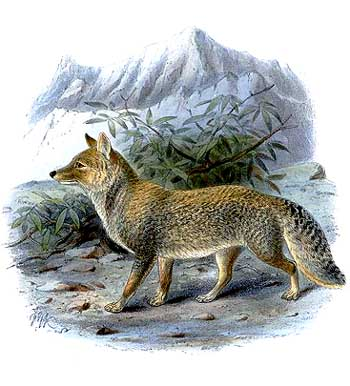
Der Tibetfuchs ist der bislang einzige nachgewiesene Endwirt von Echinococcus shiquicus.

Epidemiologische Studien zur Befallshäufigkeit von Echinococcus shiquicus liegen weder für den Tibetfuchs als Endwirt noch für den Schwarzlippigen Pfeifhasen vor. Im Hochland von Tibet kommt Echinococcus shiquicus gemeinsam mit dem Fuchsbandwurm und dem Dreigliedrigen Hundebandwurm vor. Alle drei Arten können die heimischen Pfeifhasen und andere Kleinsäuger als Zwischenwirte befallen, beim Tibetfuchs als Endwirt wurden allerdings nur der Fuchsbandwurm und Echinococcus shiquicus nachgewiesen. Dabei kann es auch zu Doppelinfektionen einzelner Pfeifhasen oder Füchse mit beiden Bandwurmarten kommen. Nachgewiesen wurde eine Doppelinfektion bislang nur bei einem Pfeifhasen, der in seiner Leber sowohl Finnen von Echinococcus shiquicus als auch von Echinococcus multilocularis aufwies.
Das Potenzial von Echinococcus shiquicus als Zoonoseerreger ist unbekannt. Es wird angenommen, dass er prinzipiell auch andere Hunde, vor allem den Haushund, befallen könnte. 2023 wurde über Kotproben eine Infektion Asiatischen Dachses (Meles leucurus) als Fehlwirt des Bandwurms nachgewiesen. Der Dachs ist ein opportunistischer Räuber, der sich auf dem Qinghai-Tibet-Plateau an die reichlich vorhandene Biomasse an kleinen Säugetieren wie Hochland-Wühlmäusen, aber auch Pfeifhasen, angepasst hat, und sich so auch mit den durch sie übertragenden Krankheitserregern infizieren kann.
Echinococcus shiquicus wurde bislang beim Menschen nicht nachgewiesen und ist vermutlich für den Menschen nicht pathogen. Auch in einer Studie, in der über molekularbiologische Methoden insgesamt 68 Fälle von Echinokokkosen im Nordwesten Chinas zur Identifikation der pathogenen Echinococcus-Arten untersucht wurden, konnten keine Infektionen mit Echinococcus shiquicus nachgewiesen werden.

## Systematik
Die wissenschaftliche Erstbeschreibung von Echinococcus shiquicus erfolgte durch Ning Xiao et al. 2005, die bei molekularbiologischen Untersuchungen von Larvenmaterial aus der Region Shiqu bei unterschiedlichen Zwischenwirten auf DNA gestoßen waren, die sich von den bekannten Sequenzen deutlich unterschied. Das Material stammte aus Gewebe des Schwarzlippigen Pfeifhasen und die Autoren konnten die gleichen Sequenzen auch in Bandwürmern des Tibetfuchses nachweisen. Die neu beschriebene Art wurde nach der Region Shiqu als shiquicus benannt.
Eine erste Entdeckung und wissenschaftliche Präsentation geht wahrscheinlich schon auf Guo et al. 1993 zurück, die die von ihnen beschriebenen Finnenblasen im Gewebe der Pfeifhasen allerdings auf Echinococcus granulosus zurückführten. Qiu et al. 1995 beschrieben atypische Adulte von Echinococcus multilocularis aus dem Darm von Tibetfüchsen, auch hierbei handelte es sich nach Ansicht der Erstbeschreiber um eine Beschreibung der adulten Tiere von Echinococcus shiquicus.
Die Systematik der Gattung Echinococcus und damit auch die systematische Position von Echinococcus shiquicus ist bislang nicht abschließend geklärt. Problematisch sind dabei vor allem die zahlreichen als Genotypen (in den Kladogrammen als G1, G2 usw. bezeichnet) beschriebenen Formen von Echinococcus granulosus, die in den bisherigen molekularbiologischen Untersuchungen nicht als monophyletische Kladen erkennbar sind. Diese werden in der aktuellen Literatur und daher auch in den nebenstehenden Kladogrammen zum Teil bereits als eigenständige Arten E. equinus, E. ortleppi, E. canadensis und E. intermedius betrachtet. Der Artstatus von Echinococcus shiquicus sowie die Zuordnung zur Gattung Echinococcus werden dabei seit der wissenschaftlichen Erstbeschreibung durch Ning Xiao et al. 2005 generell anerkannt.
Die bisherigen molekularbiologischen Untersuchungen zur Systematik der Echinococcus-Arten basieren auf mitochondrialer sowie nukleärer DNA (Kern-DNA). Die Ergebnisse dieser beiden Studien unterscheiden sich deutlich: Bei der Nutzung der Kern-DNA stellen E. multilocularis und E. shiquicus die beiden basalen Arten der Gattung dar und die verschiedenen Genotypen des E. granulosus bilden mit E. felidis ein Taxon. Bei der Verwendung mitochondrialer DNA werden diese beiden Arten dagegen inmitten der E. granulosis-Genotypen platziert.
Saarma et al. 2009 befürworten die Nutzung der Kern-DNA zur Ermittlung der phylogenetischen Verwandtschaftsverhältnisse, da die mitochondriale DNA in diesem Fall der parasitischen Lebensweise durch ihre zufällige Mutationsrate ohne Rekombination die tatsächliche Artentwicklung nicht nachzeichne. Entsprechend dieser Analyse stellt Echinococcus multilocularis die basalste Art der Gattung dar, gefolgt von E. shiquicus.

## Belege
1. 1 2 3 4 5 6 7 8 9 10 11  
Ning Xiao, Jiamin Qiu, Minoru Nakao, Tiaoying Li, Wen Yang, Xingwang Chen, Peter M. Schantz, Philip S. Craig, Akira Ito: Echinococcus shiquicus n. sp., a taeniid cestode from Tibetan fox and plateau pika in China. International Journal for Parasitology 35 (6), 2005, S. 693–701 (Abstract).
2. 1 2 3 4 5 6  
M. Nakao, D.P. McManus, P.M. Schantz, P.S. Craig, A. Ito: A molecular phylogeny of the genus Echinococcus inferred from complete mitochondrial genomes. Parasitology 134(5), S. 713–722. PMID 17156584.
3. 1 2 3 4 5 6 7 8  
U. Saarma, I. Jõgisalu, E. Moks, A. Varcasia, A. Lavikainen, A. Oksanen, S. Simsek, V. Andresiuk, G. Denegri, L.M. González, E. Ferrer, T. Gárate, L. Rinaldi, P. Maravilla: A novel phylogeny for the genus Echinococcus, based on nuclear data, challenges relationships based on mitochondrial evidence. Parasitology 136 (3), 2009, S. 317–328. PMID 19154654.
4. ↑  Vulpes ferrilata in der Roten Liste gefährdeter Arten der IUCN 2011. Eingestellt von: Schaller & Ginsberg, 2004. Abgerufen am 25. Dezember 2011.
5. 1 2 3  
Ning Xiao, Jiamin Qiu, Minoru Nakao, Tiaoying Li, Wen Yang, Xingwang Chen, Peter M. Schantz, Philip S. Craig, Akira Ito: Echinococcus shiquicus, a new species from the Qinghai–Tibet plateau region of China: Discovery and epidemiological implications. Parasitology International 55 (Supplement), 2006, S. 233–236 (Abstract).
6. 1 2  Ning Xiao, Minoru Nakao, Jiamin Qiu, Christine M. Budke, Patrick Giraudoux, Philip S. Craig, Akira Ito: Dual infection of animal hosts with different Echinococcus species in the eastern Qinghai-Tibet plateau region of China. (Memento vom 19. Januar 2016 im Internet Archive) The American Journal of Tropical Medicine and Hygiene 75 (2), S. 292–294.
7. ↑  
Pedro Moro, Peter M. Schantz: Echinococcosis: a review. International Journal of Infectious Diseases 13, 2009, S. 125–133.
8. ↑  
Yong Fu, Xueyong Zhang, Zhi Li, Zhenghe Shi, Xiao Ma, Ru Meng, Qing Zhang, Cunzhe Zhao, Shuai Guo, Wanli Ma, Hong Duo, Yuting Zhao, Faming Wu, Donglei Sun, Xiuying Shen, Yijuan Ma, Gongguan Liu, Zhihong Guo: Emerging Echinococcus shiquicus Infection of Asian Badgers in the Qinghai–Tibetan Plateau. Transboundary and Emerging Diseases 2023, Article ID 6874033. doi:10.1155/2023/6874033.
9. ↑  
T. Li, A. Ito, K. Nakaya, J. Qiu, M. Nakao, R. Zhen, N. Xiao, X. Chen, P. Giraudoux, P. S. Craig: Species identification of human echinococcosis using histopathology and genotyping in northwestern China. In: Transactions of the Royal Society of Tropical Medicine and Hygiene. Band 102, Nummer 6, Juni 2008, S. 585–590, doi:10.1016/j.trstmh.2008.02.019, PMID 18396303, PMC 2517144 (freier Volltext).
10. ↑  
Z. X. Guo, D. L. He, Y. Q Li, G. Q. Zhao, Y. F. Ma, P. Y. Liu, et al.: Survey of endemic situation and natural foci of hydatidosis in Qinghai - Tibet plateau. International Archives of Hydatidoses 31 (1993), S. 69.
11. ↑  
J.M. Qiu, X.W. Chen, M. Ren, C.X. Luo, D.L. Liu, X.T. Liu, et al.: Epidemiological study on alveolar hydatid disease in Qinghai - Xizang plateau. Journal of Practical Parasitic Diseases 3, 1995, S. 106–109. PMID 19154654.